# Roy Hamilton (cantante)
Roy Hamilton (Leesburg, 16 aprile 1929 – New Rochelle, 20 luglio 1969) è stato un cantante statunitense. ottenne un grande successo nella seconda metà degli anni '50. Particolarmente conosciuto per incisioni come You'll Never Walk Alone, Unchained Melody, Hurt e You Can Have Her.

## Biografia
Nato a Leesburg, Georgia, nel 1943 Hamilton si trasferisce a Jersey City, dove studia grafica pubblicitaria; dimostra di avere influenze liriche nella sua formazione vocale, prima di entrare nel quartetto gospel, The Singers Searchlight. Fu anche un pugile per la Golden Gloves. Nel 1947, con la sua interpretazione di You Never Walk Alone vinse uno spettacolo amatoriale all'Apollo Theater. Tuttavia, egli non registrò commercialmente questo brano fino al 1953, quando venne scoperto da Bill Cook mentre cantava in New Jersey in un club di DJ, che successivamente divenne il suo manager. La Columbia Records vide in Hamilton un possibile "crossover" con un punto d'appoggio sia pop e R&B. Il suo primo singolo, You'll Never Walk Alone, divenne il successo R&B numero 1 per otto settimane sulla classifica musicale nazionale statunitense, e così Hamilton divenne famoso in tutto il Paese. Seguirono una serie di singoli che raggiunsero sia il pubblico R&B sia quello pop, molti dei quali erano melodie popolari riarrangiate. Tra queste, If I Loved You So (# 4 R&B), Ebb Tide (# 5 R&B), Hurt (# 8 R&B), Unchained Melody (# 1 R&B, # 6 pop), e Don't Let Go (# 2 R&B, # 13 pop). Il suo stile e suono hanno direttamente influenzato artisti successivi come Elvis Presley, Jackie Wilson, Jerry Lee Lewis, Charlie Rich e i Righteous Brothers, i quali tutti eseguirono cover delle sue canzoni. A metà del 1956, Hamilton annuncia il suo ritiro a causa di una malattia che gli causava eccessiva stanchezza, tuttavia tornò ad esibirsi l'anno successivo. Al suo ritorno, adotta un vigoroso suono gospel, per competere con il rock and roll e l'emergente musica soul. Hamilton è apparso nel film Let's Rock del 1958. Il suo ultimo disco di successo, You Can Have Her (# 6 R&B, pop # 12), è del 1961, ed è stato seguito dall'album Mr. Rock and Soul (1962). L'etichetta Epic rese Hamilton una star e fece uscire sedici album da lui incisi. Tuttavia, dalla metà degli anni 1960, la sua carriera è iniziata a scemare. Le sue registrazioni finali sono state effettuate a Memphis, Tennessee, e furono It's Only Make Believe, e Angelica, canzone che era stata offerta a Presley, ma che fu poi data a Hamilton. Hamilton morì nel 1969, poco dopo aver avuto un ictus, all'età di 40 anni, a New Rochelle, New York. Il disco di You'll Never Walk Alone di Hamilton venne portato in Europa dagli Stati Uniti da un amico marinaio di Gerry Marsden. Come risultato, Gerry & the Pacemakers registrarono una reinterpretazione della traccia che divenne un ulteriore successo. Hamilton è stato inserito nella Georgia Music Hall of Fame nel 2010.

## Discografia

### Album
- 1954 – You'll Never Walk Alone (Epic Records, LN/LG 1023)
- 1955 – The Voice of Roy Hamilton (Epic Records, LN 1103)
- 1956 – Roy Hamilton (Epic Records, LN 3176)
- 1957 – The Golden Boy (Epic Records, LN 3364)
- 1958 – With All My Love (Epic Records, LN 3519/BN 518)
- 1959 – Why Fight the Feeling? (Epic Records, LN 3545/BN 525)
- 1959 – Come Out Swingin' (Epic Records, LN 3561/BN 530)
- 1959 – Have Blues Must Travel (Epic Records, LN 3580/BN 535)
- 1960 – Roy Hamilton at His Best (Epic Records, LN 3628)
- 1960 – Roy Hamilton Sings Spirituals (Epic Records, LN 3654/BN 551)
- 1960 – Soft 'n Warm (Epic Records, LN 3717/BN 578)
- 1961 – You Can Have Her (Epic Records, LN 3775/BN 595)
- 1961 – Only You (Epic Records, LN 3807/BN 610)
- 1962 – Mr. Rock and Soul (Epic Records, LN 24000/BN 26000)
- 1962 – Roy Hamilton's Greatest Hits (Epic Records, LN 24009/BN 26009)
- 1962 – Roy Hamilton's Greatest Hits, Vol. 2 (Epic Records, LN 24316/BN 26316)
- 1963 – Warm and Soul (MGM Records, E/SE-4139)
- 1964 – Sentimental, Lonely & Blue (MGM Records, E/SE-4233)
- 1966 – The Impossible Dream (RCA Victor Records, LPM/LSP-3552)

### Singoli
- 1954 – You'll Never Walk Alone/I'm Gonna Sit Right Down and Cry (Epic Records, 9015)
- 1954 – So Let There Be Love/If You Loved Me (Epic Records, 9047)
- 1954 – Ebb Tide/Beware (Epic Records, 9068)
- 1954 – Hurt/Star of Love (Epic Records, 9086)
- 1955 – I Believe/If You Are But a Dream (Epic Records, 9092)
- 1955 – Unchained Melody/From Here to Eternity (Epic Records, 9102)
- 1955 – Forgive This Fool/You Wanted to Change Me (Epic Records, 9118)
- 1955 – Without a Song/Cuban Love Song (Epic Records, 9125)
- 1955 – Everybody's Got a Home/Take Me with You (Epic Records, 9132)
- 1956 – There Goes My Heart/Walk Along with Kings (Epic Records, 9147)
- 1956 – Somebody, Somewhere/Since I Fell for You (Epic Records, 9160)
- 1956 – I Took My Grief to Him/Chained (Epic Records, 9180)
- 1957 – The Simple Prayer/A Mother's Love (Epic Records, 9203)
- 1957 – My Faith, My Hope, My Love/So Long (Epic Records, 9212)
- 1957 – The Aisle/That Old Feeling (Epic Records, 9224)
- 1957 – (All of a Sudden) My Heart Sings/I'm Gonna Lock You in My Heart (Epic Records, 9232)
- 1957 – Don't Let Go/The Night to Love (Epic Records, 9257)
- 1958 – Crazy Feelin'/In a Dream (Epic Records, 9268)
- 1958 – Lips/Jungle Fever (Epic Records, 9274)
- 1958 – Wait for Me/Everything (Epic Records, 9282)
- 1958 – Pledging My Love/My One and Only Love (Epic Records, 9294)
- 1959 – It's Never Too Late/Somewhere Along the Way (Epic Records, 9301)
- 1959 – I Need Your Lovin'/Blue Prelude (Epic Records, 9307)
- 1959 – Time Marches On/Take It Easy, Joe (Epic Records, 9323)
- 1959 – Great Romance/On My Way Back Home (Epic Records, 9342)
- 1959 – The Ten Commandments/Down by the Riverside (Epic Records, 9354)
- 1959 – The Ten Commandments/Nobody Knows the Trouble I've Seen (Epic Records, 9354)
- 1960 – Down by the Riverside/Nobody Knows the Trouble I've Seen (Epic Records, 9372)
- 1960 – I Let a Song Go Out of My Heart/I Get the Blues When It Rains (Epic Records, 9373)
- 1960 – My Story/Please Send Me Someone to Love (Epic Records, 9374)
- 1960 – Something's Gotta Give/Cheek to Cheek (Epic Records, 9375) dubbi sulla sua effettiva pubblicazione
- 1960 – Sing You Sinners/Blow, Gabriel, Blow (Epic Records, 9376)
- 1960 – Having Myself a Ball/Slowly (Epic Records, 9386) lato B di Bobby Sykes
- 1960 – Never Let Me Go/I Get the Blues When It Rains (Epic Records, 9388) dubbi sulla sua effettiva pubblicazione
- 1960 – The Clock/I Get the Blues When It Rains (Epic Records, 9390)
- 1960 – A Lover's Prayer/Never Let Me Go (Epic Records, 9398)
- 1960 – Lonely Hands/Your Love (Epic Records, 9407)
- 1961 – You Can Have Her/Abide with Me (Epic Records, 9434) anche in versione stereo (PS)
- 1961 – You're Gonna Need Magic/To the One I Love (Epic Records, 9443) anche in versione stereo (PS)
- 1961 – No Sobstitute for Love/Please Louise (Epic Records, 9449) anche in versione stereo (PS)
- 1961 – Excerpts from "You Can Have Her" (Epic Records, 9460, 9461, 9462, 9463, 9464)
- 1961 – There We Were/If (Epic Records, 9466)
- 1962 – Don't Come Cryin' to Me/If Only I Had Known (Epic Records, 9492)
- 1962 – Climb Ev'ry Mountain/I'll Come Running Back to You (Epic Records, 9520)
- 1962 – I Am/Earthquake (Epic Records, 9538)
- 1963 – Let Go/You Still Love Him (MGM Records, K13138)
- 1963 – Midnight Town-Daybreak City/Intermezzo (MGM Records, K13157)
- 1963 – The Sinner/Theme from The V.I.P.'s (The Willow) (MGM Records, K13175)
- 1964 – Ebb Tide/You Can Have Her (Epic Records, 5-2213)
- 1964 – The Panic Is On/There She Is (MGM Records, K13217)
- 1964 – Answer Me, My Love/Unchained Melody (MGM Records, K13247)
- 1964 – You Can Count on Me/She Makes Me Wanna Dance (MGM Records, K13291)
- 1965 – Sweet Violet/A Thousand Years Ago (MGM Records, K13315)
- 1965 – Heartache (Hurry on By)/Ain't It the Truth (RCA Victor Records, 47-8641)
- 1965 – And I Love Her/Tore Up Over You (RCA Victor Records, 47-8705)
- 1966 – The Impossible Dream/She's Got a Heart (RCA Victor Records, 47-8813)
- 1966 – Crackin' Up Over You/Walk Hand in Hand (RCA Victor Records, 47-8960)
- 1967 – I Taught Her Everything She Knows/Lament (RCA Victor Records, 47-9061)
- 1967 – So High My Love/You Shook Me Up (RCA Victor Records, 47-9171)
- 1967 – Let This World Be Free/Wait Until Dark (Capitol Records, 2057)
- 1967 – Unchained Melody/I'm Gonna Sit Right Down and Cry (Over You) (Epic Records, 5-2256)
- 1969 – The Golden Boy/You'll Never Walk Alone (Epic Records, 10559)
- 1969 – The Dark End of the Street/100 Years (AGP Records, 113)
- 1969 – Angelica/Hang Ups (AGP Records, 116)
- 1969 – It's Only Make Believe/100 Years (AGP Records, 125)
- 1972 – Walk Hand in Hand/Crackin' Up Over You (RCA Victor Records, 48-1034)